# Philogenia compressa
Philogenia compressa – gatunek ważki z rodziny Philogeniidae. Występuje na terenie Ameryki Południowej.